# Hateship, Loveship
Hateship Loveship (br: Amores Inversos) é um filme Norte Americano de comédia e drama. Foi dirigido por Liza Johnson e escrito por Mark Poirier, com base no conto "Hateship, Friendship, Courtship, Loveship, Marriage", de Alice Munro. O filme é estrelado por Kristen Wiig, Hailee Steinfeld, Guy Pearce, Jennifer Jason Leigh e Nick Nolte. Ele estreou no Festival Internacional de Cinema de Toronto no dia 6 de setembro de 2013. Em 11 de março de 2014 foi lançado o seu trailer oficial.

## Sinopse
Johanna (Kristen Wiig) é uma introvertida cuidadora de idosos que, ao aceitar um emprego como governanta na casa onde moram um senhor, McCauley, (Nick Nolte) e sua neta, Sabitha (Hailee Steinfeld), acredita ter encontrado alguém com quem possa se relacionar em Ken (Guy Pearce), o pai da garota, que lhe manda uma série de cartas. O que ela não sabe, no entanto, é que os textos não passam de uma brincadeira da adolescente e de sua amiga, Edith (Sami Gayle). Johanna, então, vai ao encontro de Ken, que mora em outra cidade - ela, sem saber que as correspondências são falsas, e ele, sem saber de nada do que está acontecendo.

## Elenco
- Kristen Wiig - Johanna Parry
- Hailee Steinfeld - Sabitha
- Guy Pearce - Ken
- Jennifer Jason Leigh - Chloe
- Nick Nolte - Sr. McCauley
- Sami Gayle - Edith
- Christine Lahti - Eileen
- Grant Case - Mover
- Casey Hendershot - Mover
- Brett Roedel - Jason
- Brian Roedel - Justin
- Joel K. Berger - Stevie

## Produção
A rodagem do filme começou em novembro de 2012, em New Orleans, Louisiana. O filme foi filmado com câmeras digitais Arri Alexa e lentes anamórficas Kowa. Michael Benaroya financiou o filme.